# Kolem Flander 2007
91. ročník cyklistického závodu Kolem Flander (Belgie) v originále Ronde van Vlaanderen se uskutečnil 8. dubna 2007.

## Klasifikace
| 1 až 10 | 11 až 20 | 21 až 30 |
| - 1. Alessandro Ballan 6h10'15" - 2. Lei Hoste - 3. Luca Paolini - 4. Karsten Kroon - 5. Vladimir Gusev - 6. Tomas Vaitkus - 7. Nick Nuyens - 8. Dimitry Murajev - 9. Michael Boogerd - 10. Stuart O'Grady | - 11. Jesus Del Nero Montes - 12. Tom Boonen - 13. Marcus Burghardt - 14. Filippo Pozzato - 15. Grégory Rast - 16. Steffen Wesemann - 17. Staf Scheirlinckx - 18. Christian Moreni - 19. Daniele Benatti - 20. Björn Leukemans | - 21. Paolo Bettini - 22. Gorik Gardeyn - 23. Andy Cappelle - 24. Salvatore Commesso - 25. Philippe Gilbert - 26. Frédéric Amorison - 27. Brett Lancaster - 28. Maarten Den Bakker - 29. Arnaut Coyot - 30. Aart Vierhouten |

## Startovní listina
| QUICK STEP - INNERGETIC | PREDICTOR-LOTTO | UNIBET.COM |
| - 1.BOONEN Tom - 2.BETTINI Paolo - 3.DE JONGH Steven - 4.VAN PETEGEM Peter - 5.VAN IMPE Kevin - 6.STEEGMANS Gert - 7.ROSSELER Sébastien - 8.HULSMANS Kevin                                                  | - 11.HOSTE Leif - 12.VAN AVERMAET Greg - 13.VAN SUMMEREN Johan - 14.SENTJENS Roy - 15.ROESEMS Bert - 16.LEUKEMANS Björn - 17.VANSEVENANT Wim - 18.DE VOCHT Wim                              | - 21.WILSON Matthew - 22.TEN DAM Laurens - 23.EICHLER Markus - 24.PRONK Matheus - 25.GARDEYN Gorik - 26.COYOT Arnaud - 27.COOKE Baden - 28.CASPER Jimmy                                      |
| TEAM CSC | CAISSE D'EPARGNE | EUSKALTEL - EUSKADI |
| - 31.O'GRADY Stuart - 32.KROON Karsten - 33.LJUNGQVIST Marcus - 34.BRESCHEL Matti - 35.CANCELLARA Fabian - 36.KLOSTERGAARD LARSEN Kasper - 37.JOHANSEN Allan - 38.MICHAELSEN Lars                           | - 41.ROJAS GIL Jose Joaquin - 42.BERTHOU Eric - 43.BRARD Florent - 44.ERVITI Imanol - 45.GARCIA ACOSTA José Vicente - 46.REYNES MIMO Vicente - 47.SANCHEZ GIL Luis Leon - 48.PORTAL Nicolas | - 51.ARANAGA AZKUNE Andoni - 52.URIBARRI Unai - 53.PEREZ LEZAUN Alan - 54.MAYOZ Iban - 55.LAFUENTE Andoni - 56.IRIZAR ARANBURU Markel - 57.IRIONDO URANGA Iban - 58.FERNANDEZ Koldo          |
| SAUNIER DUVAL - PRODIR | AG2R PREVOYANCE | BOUYGUES TELECOM |
| - 61.MILLAR David - 62.BELOHVOSCIKS Raivis - 63.PAGLIARINI MENDONCA Luciano André - 64.GOMEZ GOMEZ Angel - 65.ALARCON GARCIA Raul - 66.DEL NERO Jesus - 67.MORI Manuele - 68.VENTOSO ALBERDI Francisco José | - 71.USOV Alexandre - 72.POULHIES Stéphane - 73.MONDORY Lloyd - 74.RIBLON Christophe - 75.MANGEL Laurent - 76.ELMIGER Martin - 77.KRIVTSOV Yuriy - 78.DION Renaud                           | - 81.JEROME Vincent - 82.RENIER Franck - 83.LABBE Arnaud - 84.CLAUDE Mathieu - 85.GENE Yohann - 86.GESLIN Anthony - 87.PICHOT Alexandre - 88.MARTIAS Rony                                    |
| COFIDIS | CREDIT AGRICOLE | FRANCAISE DES JEUX |
| - 91.NUYENS Nick - 92.MINARD Sébastien - 93.DE WEERT Kevin - 94.ELIJZEN Michiel - 95.FARRAR Tyler - 96.HEIJBOER Mathieu - 97.MORENI Christian - 98.SCHEIRLINCKX Staf                                        | - 101.HINAULT Sébastien - 102.LAURENT Christophe - 103.LEMOINE Cyril - 104.HUSHOVD Thor - 105.ENGOULVENT Jimmy - 106.DEAN Julian - 107.BONNET William - 108.BODROGI Laszlo                  | - 111.GILBERT Philippe - 112.AUGER Ludovic - 113.CHAVANEL Sébastien - 114.DETILLOUX Christophe - 115.PATANCHON Fabrice - 116.MENGIN Christophe - 117.GUESDON Frédéric - 118.MARICHAL Thierry |
| GEROLSTEINER | T-MOBILE TEAM | LAMPRE - FONDITAL |
| - 121.LANG Sebastian - 122.WEGMANN Fabian - 123.HAUSSLER Heinrich - 124.KOPP David - 125.GATTO Oscar - 126.KRAUSS Sven - 127.STRAUSS Marcel - 128.STAMSNIJDER Tom                                           | - 131.GRABSCH Bert - 132.KNAVEN Servais - 133.KLIER Andreas - 134.BERNUCCI Lorenzo - 135.BURGHARDT Marcus - 136.KIRCHEN Kim - 137.EISEL Bernhard - 138.HAMMOND Roger                        | - 141.CORIONI Claudio - 142.BALDATO Fabio - 143.BALLAN Alessandro - 144.BENNATI Daniele - 145.RIGHI Daniele - 146.MORI Massimiliano - 147.FORNACIARI Paolo - 148.FRANZOI Enrico              |
| LIQUIGAS | TEAM MILRAM | RABOBANK |
| - 151.POZZATO Filippo - 152.PETITO Roberto - 153.WILLEMS Frederik - 154.DA DALTO Mauro - 155.QUINZIATO Manuel - 156.PAOLINI Luca - 157.KUSCHYNSKI Aleksandr - 158.FISCHER Murilo Antonio                    | - 161.ZABEL Erik - 162.SIEBERG Marcel - 163.SACCHI Fabio - 164.SABATINI Fabio - 165.LANCASTER Brett - 166.DYUDYA Volodymyr - 167.GRABSCH Ralf - 168.CORTINOVIS Alessandro                   | - 171.FREIRE GOMEZ Oscar - 172.HAYMAN Mathew - 173.BOOGERD Michael - 174.HORRILLO MUNOZ Pedro - 175.DE GROOT Bram - 176.VAN BON Leon - 177.BOVEN Jan - 178.FLECHA GIANNONI Juan Antonio      |
| ASTANA | DISCOVERY CHANNEL | CHOCOLADE JACQUES |
| - 181.ABAKOUMOV Igor - 182.MIKHAILOV Guennadi - 183.RAST Grégory - 184.KEMPS Aaron - 185.JOACHIM Benoît - 186.IVANOV Serguei - 187.MURAVYEV Dmitriy - 188.DE KORT Koen                                      | - 191.DEVOLDER Stijn - 192.PADRNOS Pavel - 193.WHITE Matthew - 194.GUSEV Vladimir - 195.CUMMINGS Steven - 196.CRUZ Antonio - 197.BILEKA Volodymyr - 198.VAITKUS Tomas                       | - 201.EECKHOUT Niko - 202.GHYLLEBERT Pieter - 203.VERBIST Evert - 204.VEUCHELEN Frederik - 205.COENEN Johan - 206.D'HOLLANDER Glenn - 207.HOVELYNCK Kurt - 208.RENDERS Sven                  |
| LANDBOUWKREDIET | TEAM WIESENHOF | TINKOFF CREDIT SYSTEMS |
| - 211.DE WAELE Bert - 212.VANLANDSCHOOT James - 213.AMORISON Frédéric - 214.BOUCHER David - 215.CAPPELLE Andy - 216.KUYCKX Jan - 217.NEIRYNCK Kevin - 218.MEIRHAEGHE Filip                                  | - 221.WESEMANN Steffen - 222.WAGNER Robert - 223.MUSIOL Daniel - 224.VAN DIJK Stefan - 225.ODEBRECHT Felix - 226.POLLACK Olaf - 227.LUDEWIG Jörg - 228.GILING Bastiaan                      | - 231.IGNAŤJEV Michail - 232.CHERNETSKIY Ilya - 233.WEIGOLD Steffen - 234.TRUSSOV Nikolai - 235.AGGIANO Elio - 236.COMMESSO Salvatore - 237.ROVNY Ivan - 238.MINDLIN Anton                   |
| SKIL-SHIMANO | * | * |
| - 241.DEN BAKKER Maarten - 242.VIERHOUTEN Aart - 243.VAN HUMMEL Kenny Robert - 244.TJALLINGII Maarten - 245.MÜLLER Christian - 246.MESCHENMOSER Christoph - 247.GOESINNEN Floris - 248.DEROO David          | | |